# Thijs Wöltgens

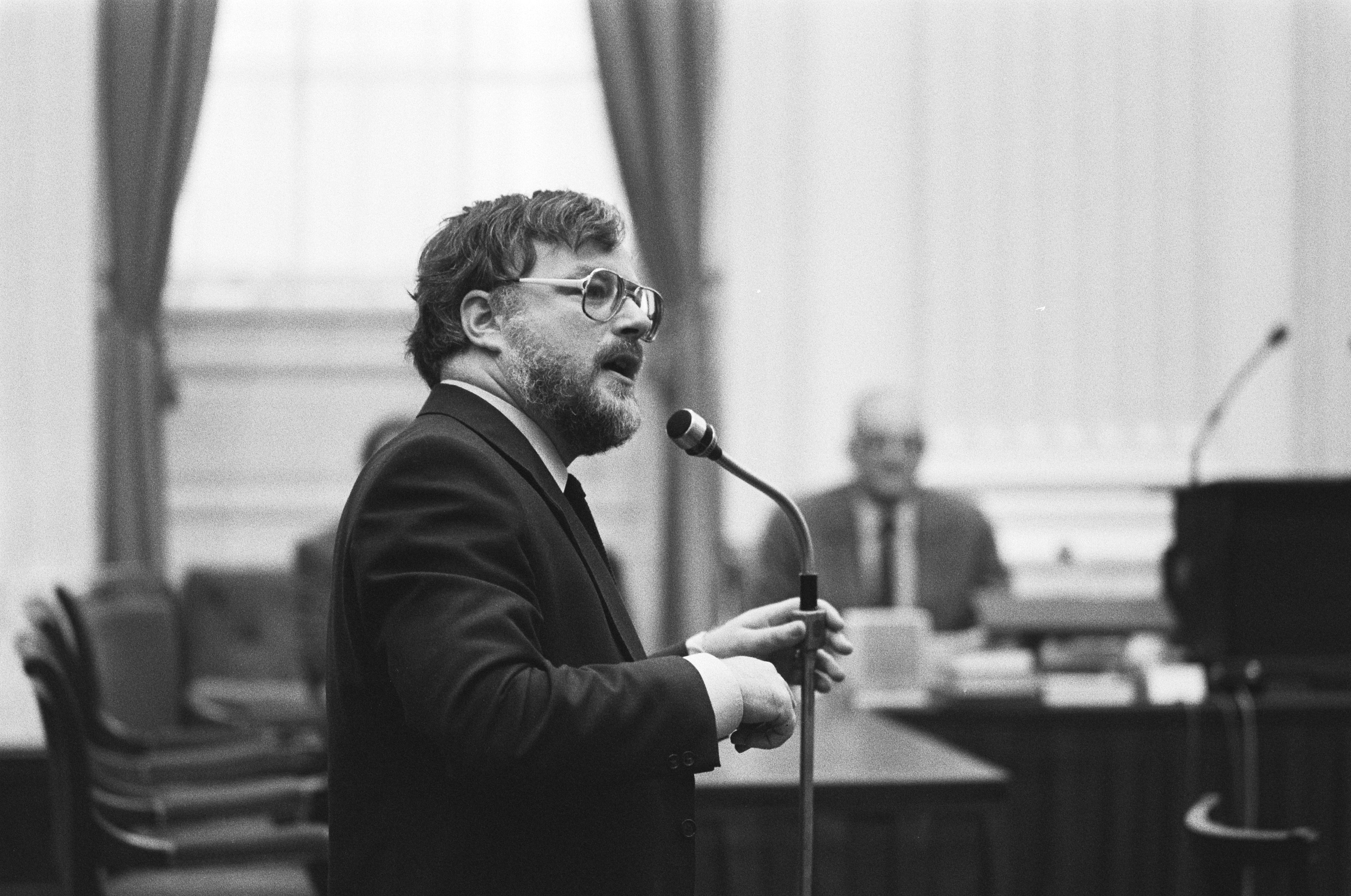
Thijs Wöltgens (1982)

Mathias Andreas Marie (Thijs) Wöltgens (* 30. November 1943 in Kerkrade; † 7. Mai 2008 ebenda) war ein niederländischer Politiker. Im Verlaufe seiner Karriere war er sowohl Mitglied der ersten Kammer als auch der zweiten Kammer des niederländischen Parlaments. Außerdem war er Bürgermeister der Grenzstadt Kerkrade für seine Partei, die Partij van de Arbeid (PvdA).
Bei den Wahlen zur Zweiten Kammer im Jahr 1977 wurde Wöltgens erstmals als Volksvertreter ins niederländische Parlament gewählt. Seit dieser Wahl gehörte er diesem bis zum 30. August 1994 für 17 Jahre ununterbrochen an. Im Parlament profilierte er sich überwiegend in den Bereichen Finanz- und Wirtschaftspolitik.
Vor seiner Laufbahn als Politiker betätigte Wöltgens sich als Lehrer im Fach Wirtschaftswissenschaften. Nebenbei war er bereits politisch aktiv und zog als Vertreter der PvdA in den Rat der Stadt Kerkrade ein. Von 6. November 1989 bis 3. Mai 1994 war Wöltgens Fraktionsvorsitzender der PvdA.
Mit seiner Ernennung zum Bürgermeister von Kerkrade am 1. September 1994 endete seine Tätigkeit als Parlamentarier, nachdem er den Fraktionsvorsitz ein halbes Jahr zuvor schon seinem Nachfolger übergeben hatte. Auf den Tag genau sechs Jahre nach seinem Amtsantritt als Bürgermeister nahm Wöltgens 2000 seinen Abschied. Er verblieb jedoch in der Ersten Kammer des Parlaments, der er von 1995 bis 2002 ebenfalls angehörte.
Nachdem Wöltgens das Bürgermeisteramt abgegeben hatte, übernahm er von September 2000 bis August 2005 den Vorsitz des Verwaltungsrates der Open Universiteit in Heerlen, der niederländischen Fernuniversität, gleichzeitig der Universität mit den meisten eingeschriebenen Studenten in den Niederlanden.
Zum 14. April 2005 wechselte Wöltgens als Vorsitzender an die Spitze der Kamer van Koophandel, des niederländischen Gegenstücks zum DIHK.
Thijs Wöltgens starb in Kerkrade am 7. Mai 2008 im Alter von 64 Jahren an Herzstillstand.